# Bắc Gianh
Bắc Gianh là một phường thuộc tỉnh Quảng Trị, Việt Nam được thành lập vào 16 tháng 6 năm 2025 từ việc hợp nhất phường Quảng Phúc, phường Quảng Thọ, phường Quảng Thuận.

## Lịch sử
Ngày 16 tháng 6 năm 2025, Ủy ban Thường vụ Quốc hội ban hành Nghị quyết số 1680/NQ-UBTVQH15 về việc sắp xếp các đơn vị hành chính cấp xã của tỉnh Quảng Trị năm 2025. Theo đó, sắp xếp toàn bộ diện tích tự nhiên, quy mô dân số của các phường Quảng Phúc, phường Quảng Thọ, phường Quảng Thuận thành phường mới có tên gọi là phường Bắc Gianh.